# Constant Permeke
Pour les articles homonymes, voir Permeke.

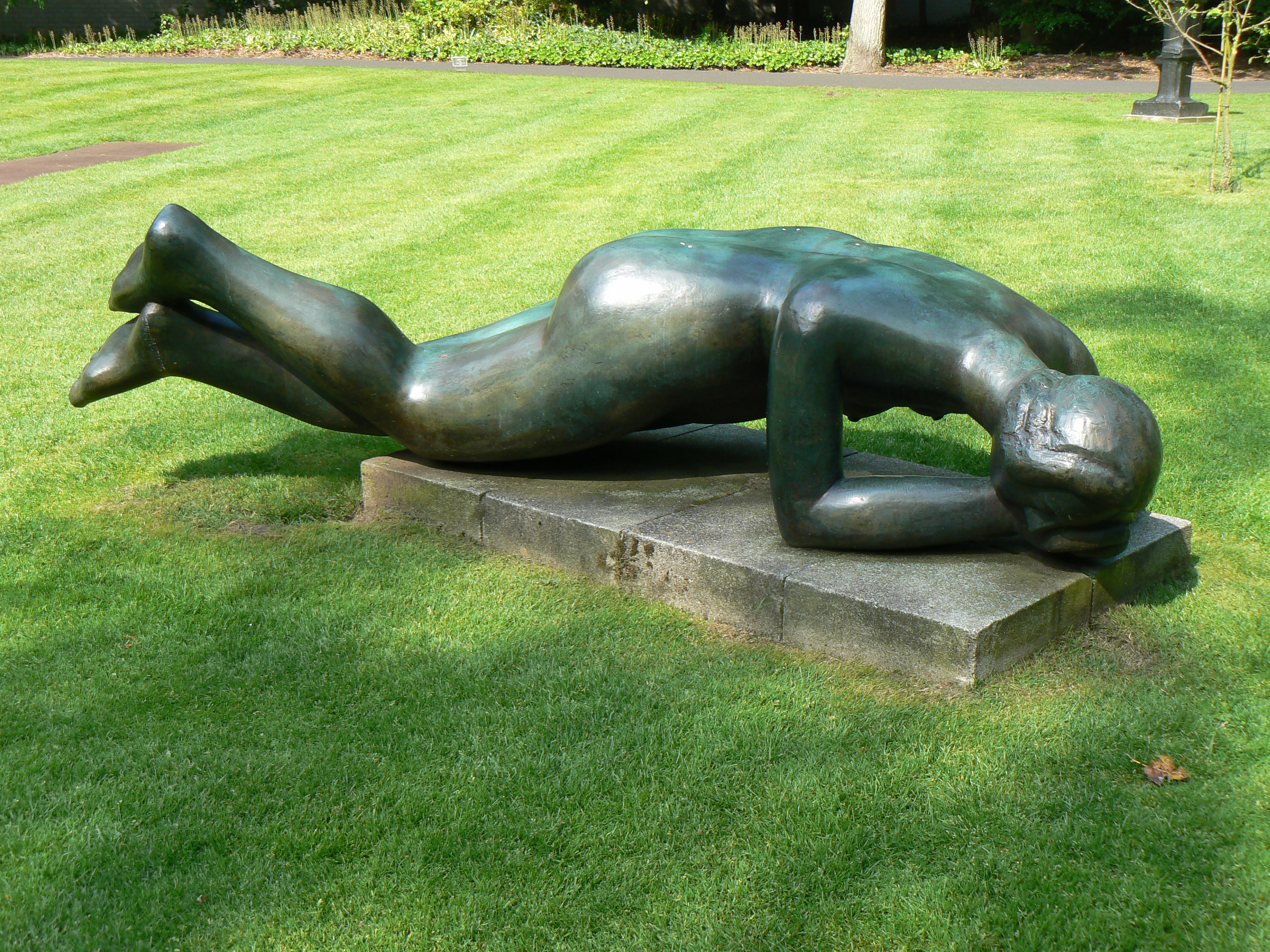
Niobe (1951) par Constant Permeke, parc de sculpture du Kröller-Müller Museum (Pays-Bas).

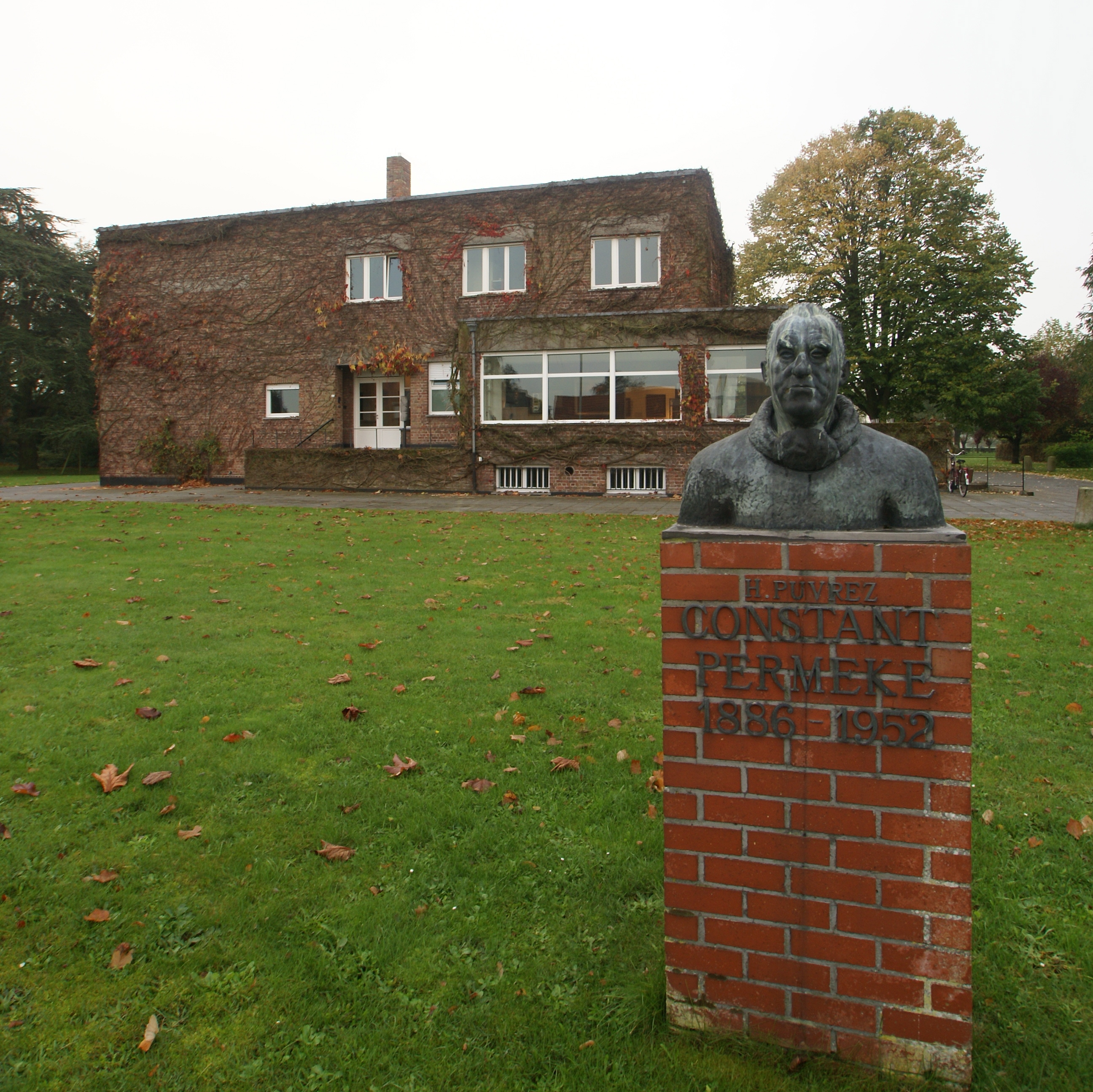
Musée Permeke à Jabbeke.

Constant Permeke, né à Anvers le 31 juillet 1886 et mort à Ostende le 4 janvier 1952, est un artiste peintre et sculpteur belge, considéré comme figure de proue de l'expressionnisme flamand. Ses œuvres évoquent la mer du Nord, les paysages de Flandre, les pêcheurs et les paysans.

## Biographie

### Jeunesse
Constant Permeke est né à Anvers en 1886. Sa famille déménage à Ostende en 1892 quand son père, Henri Permeke, peintre de marines, est nommé conservateur du musée d'Ostende. Le petit Constant passera ainsi son enfance à flâner au bord de l'eau, et cette atmosphère de grand large va influencer toute son œuvre. Il reçoit sa première formation de son père. À partir de 1903, il étudie à l'Académie des beaux-arts de Bruges et, dès 1906, à l'Académie royale des beaux-arts de Gand. Au départ, il est fortement influencé par Émile Claus, ensuite en 1908 de façon passagère par Léon Spilliaert.
Dès 1905, il participe aux expositions et rencontre le journaliste Paul-Gustave van Hecke et Frits van den Berghe, les frères Gustave et Léon de Smet et Albert Servaes avec qui il émigrera à Laethem.

### Parcours
Il est un de ces jeunes soucieux surtout d'exercer un métier et de se ménager ainsi une petite place au soleil. Impécunieux, Permeke et ses compagnons sont logés moyennant un très modeste loyer chez le fermier Ranschaert qui a transformé d'anciennes écuries en habitations pour saisonniers. Il pratique alors un impressionnisme en mutation où transparaissent çà et là des accents fortement symbolistes et où se font progressivement sentir la volonté d'une plus grande intériorité et une expressivité élevée et sombre.
En 1909, il s'installe à Laethem et en 1910, Albert Servaes dessine son portrait (Portrait de Permeke).
En 1912, le 25 juin, à Bruges, Constant Permeke épouse Marie Delaere (Mietje). Cette année-là, il peint L'hiver en Flandre et s'en va habiter Ostende où il rétablit le contact avec Spilliaert et James Ensor ; sa vision devient alors nettement expressionniste et son langage des formes plus concis ; juste avant la Première Guerre mondiale, il découvre à Bruxelles et à Anvers l'œuvre des expressionnistes allemands et de Vincent van Gogh.
En 1914, Constant Permeke est mobilisé ; gravement blessé par des éclats d'obus sur la route qui mène au fort de Duffel (nl), il est évacué d'abord sur Anvers et transféré ensuite en Angleterre. Les médecins estiment devoir recourir à l'amputation des deux jambes, mais il s'y oppose farouchement. À 28 ans le voilà invalide et ne pouvant marcher qu'avec des béquilles. Physiquement atteint et moralement abandonné, il est sans ressources d'aucune sorte. Après un séjour de plusieurs mois à l'hôpital, il retrouve sa famille et s'installe avec elle à Chardstock, Devonshire et plus tard à Sidmouth et à Sidford (en). Il reprend goût à la peinture et sa nouvelle manière est toute d'impatience et d'exaspération.
En 1915, Gustave De Smet, Frits van den Berghe et André De Ridder assurent la survivance du cercle "Open Wegen". Ils prennent contact avec Le Fauconnier et les peintres hollandais des groupes "Hollandsche Kunstenaarskring" et "Het Sienjaal" (Sluyters, Charley Toorop, Léo Gestel) ; ils correspondent avec les artistes belges réfugiés en Angleterre, notamment avec Gustave Van de Woestijne et Permeke.
En 1916, à Chardstock, il peint une toile L'étranger, qui avec celles de Servaes prélude à l'expressionnisme flamand, en 1917, une toile La moisson dans le Devonshire, dont le sujet est à peine perceptible, dans une flambée de couleurs éclatantes qui annoncent la peinture informelle.
En 1918, après plusieurs années passées en Angleterre, il rentre en Belgique et séjourne quelque temps à Anvers avant de résider à Ostende où il reprend contact avec ses amis Gustave de Smet, Frits van den Berghe et Paul-Gustave van Hecke, et en 1920, il expose à Bruxelles.
Il entre en 1921 dans une période d'intense création et met en scène la mer et la vie des pêcheurs qu'il expose à Anvers et à Paris. Ses amis Frits van den Berghe et Gustave de Smet séjournent chez lui en 1922.
En 1925, il devient membre du cercle L'Art Contemporain (Kunst van Heden) d'Anvers, et fait un voyage d'agrément d'environ trois mois en 1925-26 qui le mène à Vevey en Suisse où il brosse quelques paysages en guise de souvenir.
Son ami Frits van den Berghe peint en 1928 La statue qui chante, Le beau mariage et Arbre.
Il se fait construire en 1929, à Jabbeke, une grande maison comportant plusieurs ateliers, et appelée De Vier Winden. Il l'occupera en 1930 et met dorénavant en scène le monde agricole. Il peint alors son chef-d'œuvre Paysanne. Cette même année, il bénéficie d'une exposition rétrospective à Bruxelles.
En 1936, il aborde la sculpture, et modèle en terre glaise une figure de grandes dimensions, Marie-Lou, et taille dans le bois dur un Autoportrait.

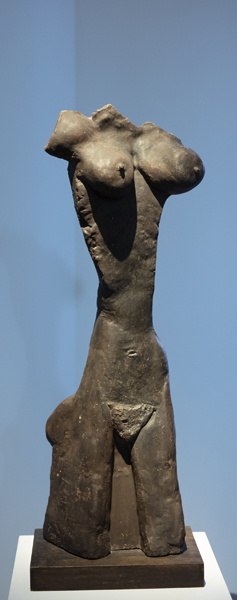
Torse (1938)

Au cours de la Seconde Guerre mondiale, il est perçu comme artiste dégénéré par le régime nazi et a l'interdiction de peindre. Son fils Paul est envoyé en Allemagne dans le cadre du STO.
En 1943, il réalise une sculpture pour la tombe de son ami Gustave de Smet au cimetière communal de Deurle. En 1948, c'est sa femme qui meurt et en souvenir d'elle, il peint un tableau intitulé L'adieu, puis en 1949, il sculpte un Nu couché pour sa tombe de sa femme. Lui-même, malade, est soigné par sa fille.
En 1947-48, il a une exposition rétrospective à Paris.
En 1951, il voyage en Bretagne et peint plusieurs Paysage de Bretagne.
Il meurt à Ostende en 1952 et est inhumé à Jabbeke. Une sculpture de George Minne est placée sur sa tombe.

### Distinction
- Officier de l'ordre de la Couronne (26 juillet 1930)[5].

### Portrait de l'artiste adulte
De taille ramassée, la démarche lourde, la nuque épaisse, le visage rougeaud avec des sourcils broussailleux et blonds et une lippe qui hésite entre la moue et la raillerie. Des mains fortes et velues animées par moments de très fins mouvements des doigts, des "doigts carrés et écourtés" (Karel van de Woestijne). il sait rire aux éclats, être parfois bougon et insatisfait et d'autres fois réellement ému. Il a connu la misère noire et a logé dans des taudis. Il a l'allure peuple avec des petits yeux finauds qui épient pour se divertir. Il déborde de puissante cordialité et sa malice même est affectueusement enjouée. Il n'a cure de se cultiver et en s'en cache pas. Il veut que tout ce qui vient de lui comme tout ce qui le concerne soit colossal et multiple. Il prend plaisir comme un gamin à tirer à l'arc, à renverser des quilles, à sillonner les dunes, à faire des surprises à ses amis.

## Œuvre
Lors d'une exposition rétrospective de ses œuvres qui eut lieu à Bruxelles en 1930, Permeke a lui-même classé son travail par périodes. Il en distingue quatre :

### Avant 1914

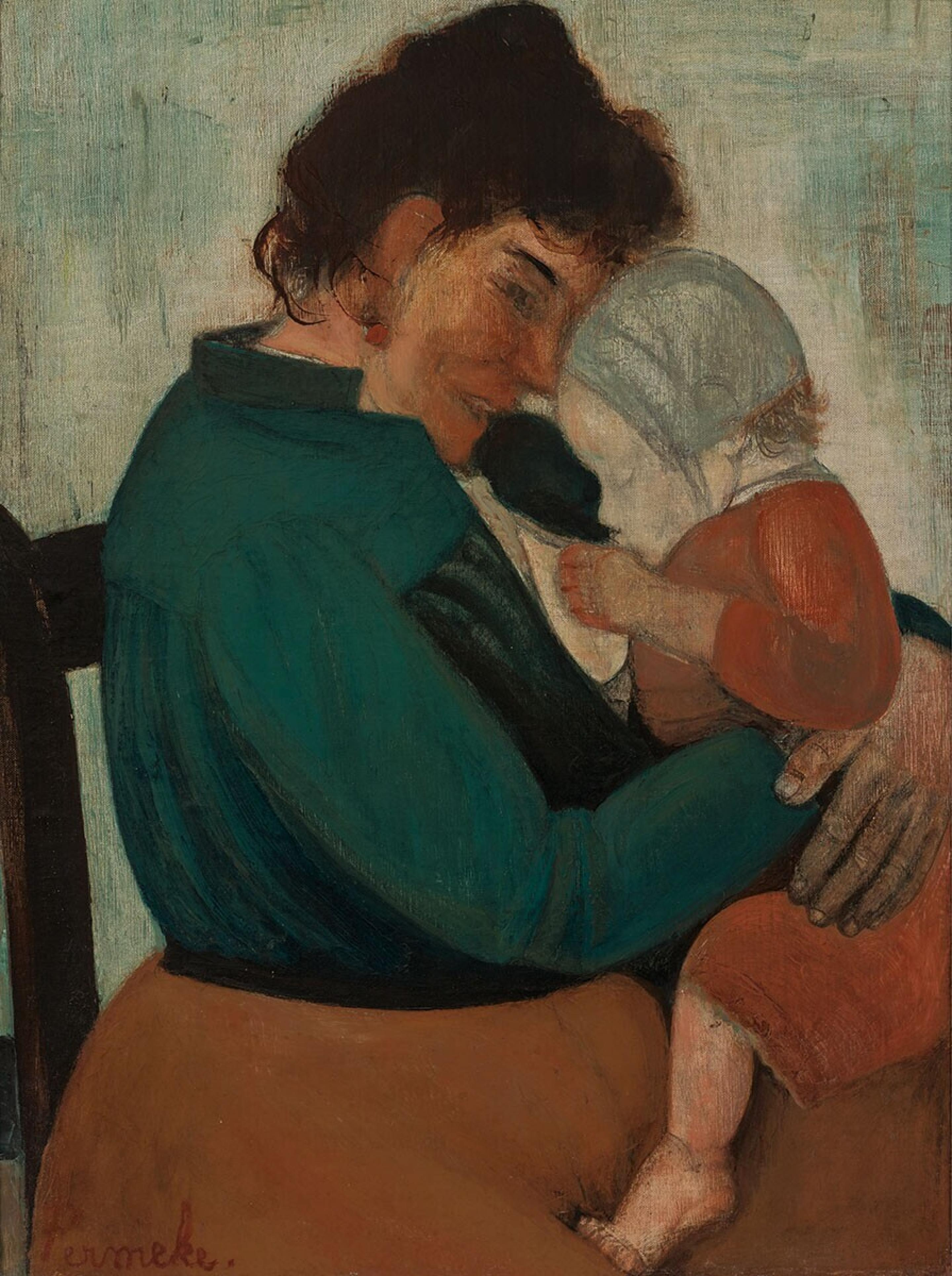
Maternité, 1913
Musée Boijmans Van Beuningen, Rotterdam

Son lieu principal de résidence est Laethem et sa manière impressionniste, mais il se prépare à l'expressionnisme.
- Paysage d'été, le Portrait d'Eugène Ysaye et Femme vue de dos (Marietje)., 1909
- Ma fenêtre, le soir, 1911
- Maternité, 1913, huile sur toile, 55 × 74 cm, Musée Boijmans Van Beuningen, Rotterdam[7]
- Le Port d'Ostende, vers 1913, huile sur toile, 63 × 75 cm, Musée des beaux-arts de Gand[8]
- Sur le quai, Les Ostendaises, 1913, huile sur toile, 116 × 76 cm, Musée d'art à la mer, Ostende[9]

### Pendant la première guerre mondiale
Pendant la guerre 1914-1918, blessé il séjourne à Chardstock dans le Devonshire. Sa manière est fougueuse et généralement sombre, parfois uniformément éclatante.
- Le buveur de cidre, 1916
- L'Étranger, 1916, huile sur toile, 173 × 180 cm, Musées royaux des Beaux-Arts de Belgique, Bruxelles[10], toile qui avec celles de Servaes prélude à l'expressionnisme flamand
- Le boucher (1916), Musée communal des beaux-arts d’Ixelles
- La moisson dans le Devonshire, toile dont le sujet est à peine perceptible, flambée de couleurs éclatantes qui annoncent la peinture informelle, 1917

### Après la guerre

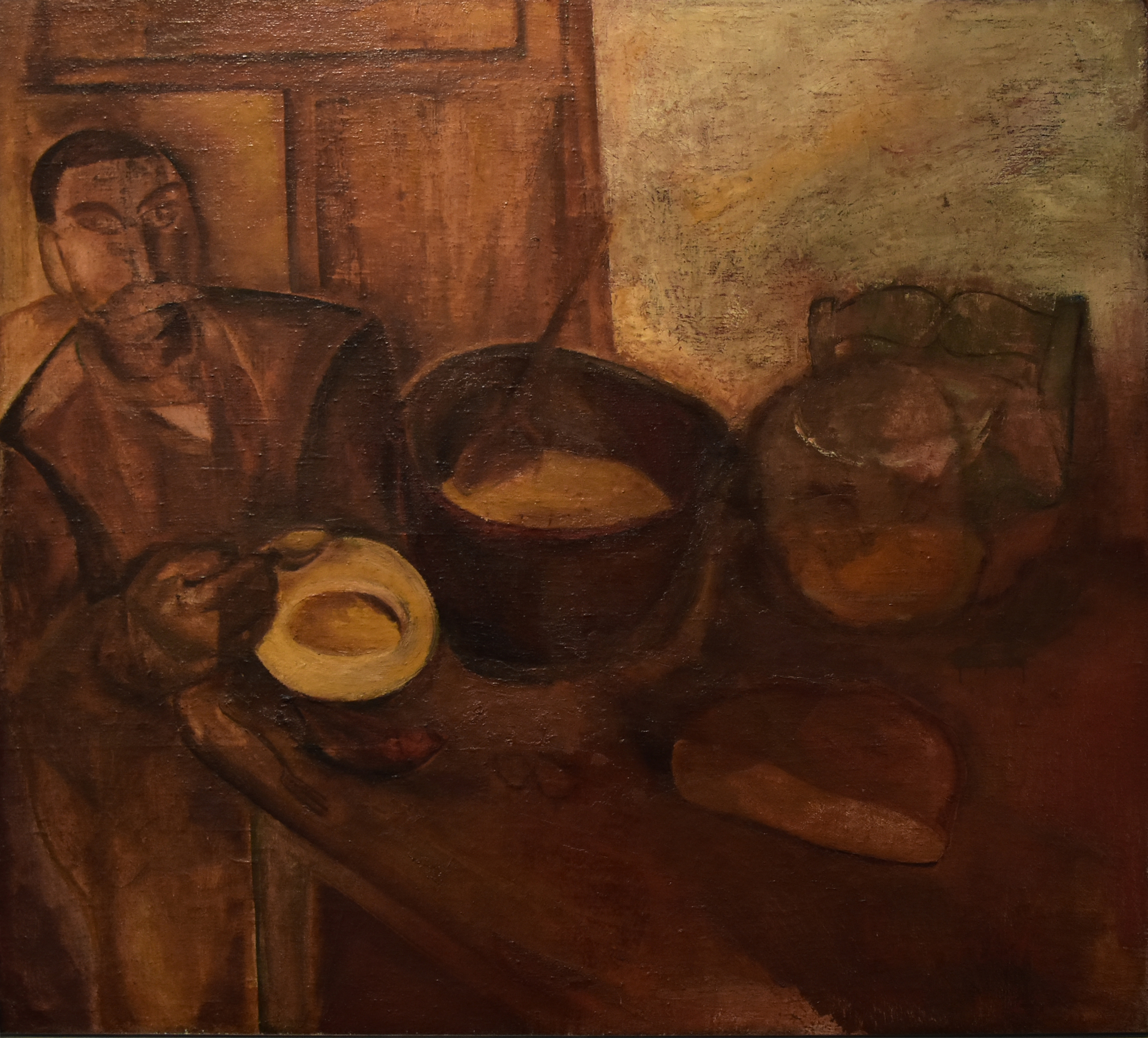
Les Mangeurs de bouillie, 1922
Musée Groeninge, Bruges

Après 1918 et jusqu'en 1925, son lieu de résidence principal est Ostende. Il affirme nettement son expressionnisme et ses motifs sont inspirés par la mer et les pêcheurs.
- Le Sermon dominical, 1919
- Femme de pêcheur, 1920, huile sur toile, 100 × 124 cm, Musée royal des Beaux-Arts d'Anvers[11]
- La Kermesse, 1921, huile sur toile, 78 × 109 cm, Musée royal des Beaux-Arts d'Anvers[12]
- La Baraque de friture, 1922, huile sur toile, 130 × 150 cm, Musée royal des Beaux-Arts d'Anvers[13]
- Over Permeke[14], 1922
- Les Mangeurs de bouillie, 1922, huile sur toile, 153 × 170 cm, Musée Groeninge, Bruges[15]
- Le pain noir et Les frères marins, 1923
- La Sarcleuse, vers 1923, huile sur toile, 111 × 75 cm, Musée des Beaux-Arts de Gand[16]
- Les Fiancés, 1923, huile sur toile, 151 × 130 cm, Musées royaux des Beaux-Arts de Belgique, Bruxelles[17]

### A Jabbeke de 1925 à 1930

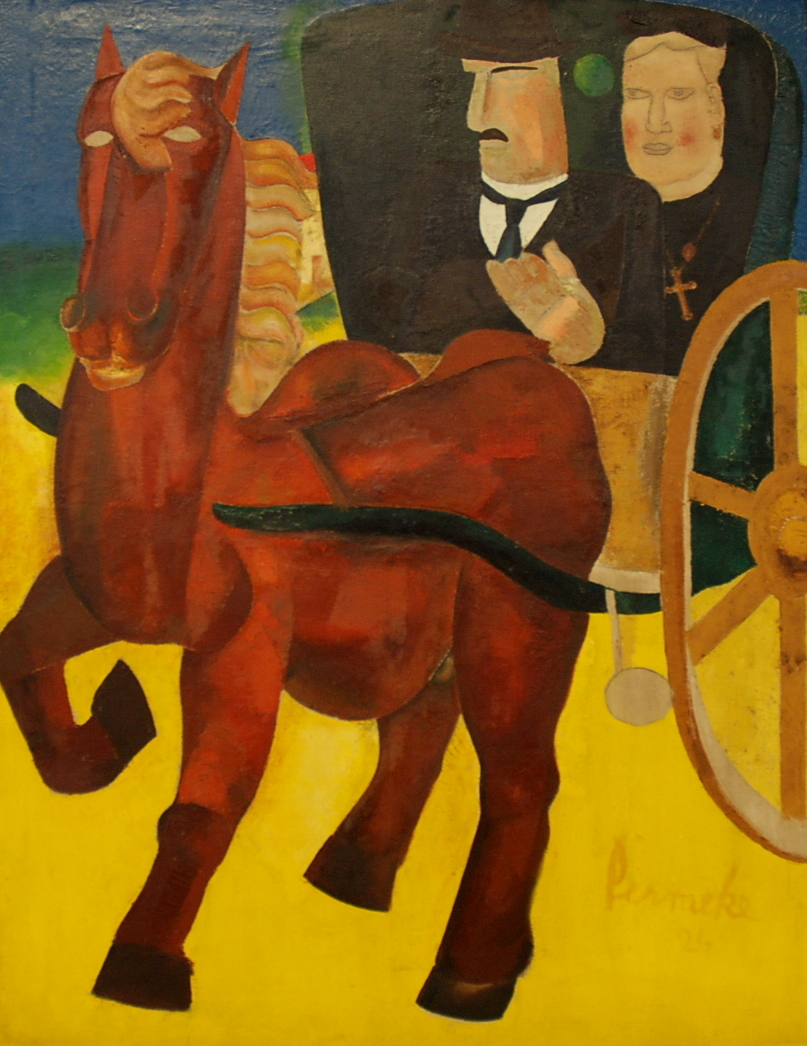
Le Cabriolet, 1926
Musée d'art à la mer, Ostende

Sa manière est toujours emportée et les motifs champêtres. Cette période prolonge une production inégale jusqu'en 1940.
- Femme en prière., 1925, huile sur bois, 165 × 128 cm, Musée royal des Beaux-Arts d'Anvers[18]
- L'homme au panier, 1925, huile sur panneau, 163 × 125 cm, Musée d'art à la mer, Ostende[19]
- Le Cabriolet, 1926, huile sur toile, 163 × 126 cm, Musée d'art à la mer, Ostende[20]
- La roulotte (1928), Maternité (avec enfant blanc) (1929), Le pain quotidien (1950) au Musée d'art à la mer d'Ostende
- Fermier et femme de fermier, 1928, huile sur toile, 179 × 164 cm, Musée d'art à la mer, Ostende[21]
- L'Homme à la veste, 1928, huile sur toile, 174 × 149 cm, Musée royal des Beaux-Arts d'Anvers[22]
- La famille au chat, Dimanche, Lueur du soir et La roulotte, 1928
- Paysanne, 1929, Permekemuseum à Jabbeke
- Paysan couché 1928-1929, fusain sur papier, marouflé sur panneau, 129 × 151 cm, Musée des beaux-arts de Gand[23]
- Paysanne, son chef-d'œuvre La truie, et Maternité., 1929
- Le faucheur et Hiver à Jabbeke., 1930
- Moissonneurs, 1930, huile sur toile, 175 × 147 cm, Musée royal des Beaux-Arts d'Anvers[24]
- Le semeur et La femme au pain., 1933
- L'Etable (1933), Palais de Beaux-Arts de Lille
- Les deux sœurs (dessin) ; L'étable, 1934
- Mer verte, (1935), Musée royal des beaux-arts d'Anvers
- Le Mangeur de pommes de terre, 1935, huile sur toile, 111 × 136 cm, Musées royaux des Beaux-Arts de Belgique, Bruxelles[25]
- Récolte dorée et le Portrait de Gustave Van Geluwe (nl), 1935
- Printemps, 1935-1937, huile sur toile, 100 × 119 cm, Musée d'art à la mer, Ostende[26]
- Maternité, 1936

Il aborde la sculpture en 1936. Il modèle en terre glaise une figure de grandes dimensions, Marie-Lou, et taille dans le bois dur un Autoportrait. et en 1939, il sculpte Le semeur.
- Grand nu couché, 1941, fusain et huile sur papier, 185 × 195 cm, Musée royal des Beaux-Arts d'Anvers[27]
- L'orage., 1942
- Le grand nuage et L'aurore, 1943
- Nu drapé et une Figure agenouillée. (sculptures), 1944
- Paysage doré, 1945, huile sur toile, 150 × 175 cm, Musées royaux des Beaux-Arts de Belgique, Bruxelles[28]
- Niobé. (sculpture)
- L'Adieu, Les trois grâces (sculpture) 1943
- Bleu Marine, 1947, huile sur toile, 100 × 130 cm, Musée Permeke[29]
- Léa (sculpture) et Pain quotidien., 1950
- Paysage breton, 1951, huile sur toile, 143 × 174 cm, Musée d'art à la mer, Ostende[30]

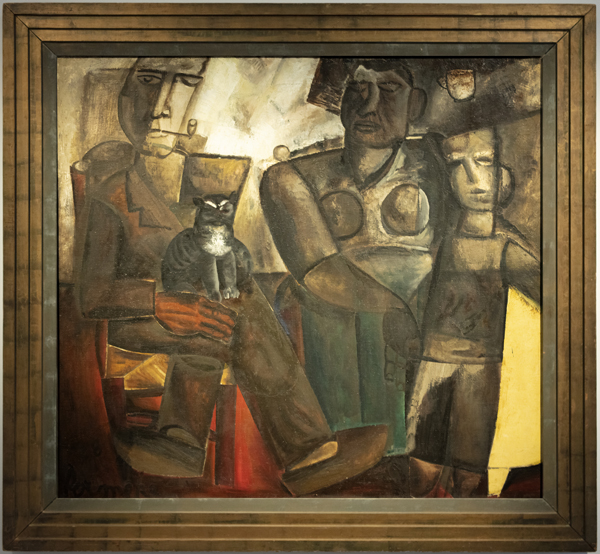
Famille avec chat (1928)
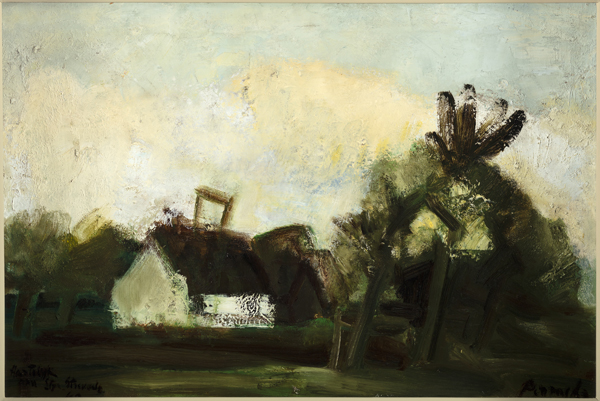
Tiegem
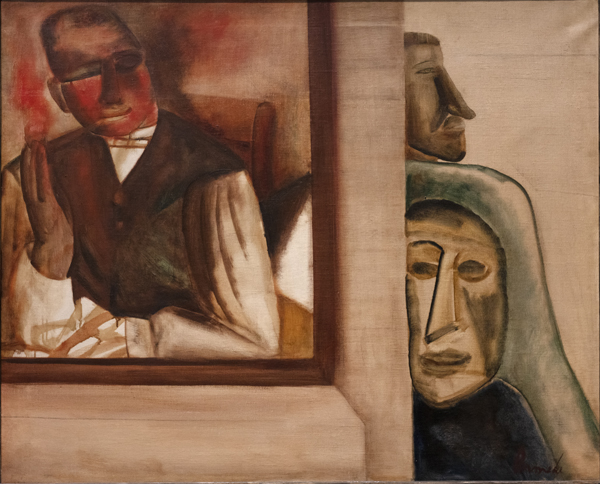
Le Fumeur (c.1927)
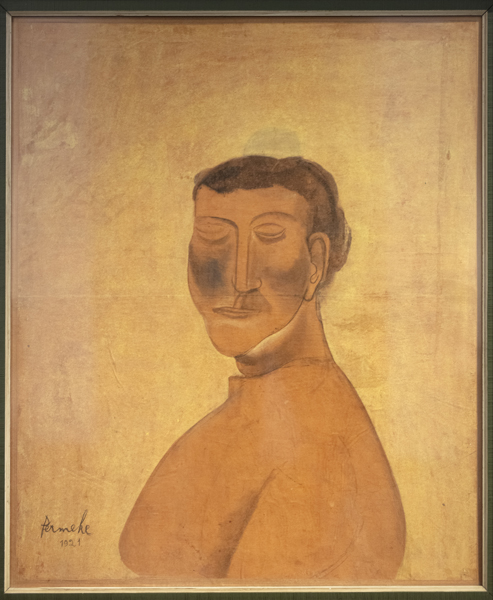
Femme du Pêcheur (1921)

En Belgique, ses œuvres sont conservées également au Musée communal des beaux-arts d’Ixelles, au Permekemuseum (nl) à Jabbeke. En dehors de la Belgique, ses œuvres sont visibles dans de nombreux musées à Grenoble, Paris, Prague, Rotterdam.

## Postérité
En 1959, sa maison et son atelier à Jabbeke sont transformés en musée, le Permekemuseum (nl), à l'initiative de son fils Paul Permeke, lui aussi peintre,, et une rétrospective a lieu au musée royal des beaux-arts d'Anvers.
En 1998, une importante rétrospective a lieu à l'Hôtel de ville de Paris, en 2004/2005, une rétrospective au musée municipal de La Haye (Gemeentemuseum Den Haag), et en 2012/2013 l'exposition Constant Permeke : Rétrospective au Palais des beaux-arts de Bruxelles.

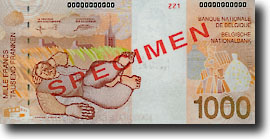
Verso du billet de 1000 FB

Le dernier billet de 1 000 francs belges émis en 1997, avant le passage à l'euro, affichait au recto le visage et au verso sa peinture Le paysan couché. 
La poste belge a émis des timbres évoquant le peintre en 1957, 1961 et 1993.
Son masque mortuaire par Constant Lambrecht (nl) est exposé au Musée d'Art à la mer d'Ostende.